# Slank wollegras
Slank wollegras (Eriophorum gracile) is een vaste plant, die behoort tot de cypergrassenfamilie (Cyperaceae). De soort staat op de Nederlandse Rode lijst van planten als zeer zeldzaam en zeer sterk afgenomen. De plant komt van nature voor in Europa en Noord-Amerika.
De plant wordt 10-50 cm hoog en vormt tot 15 cm lange wortelstokken. De stengel is stomp driekantig. De middelste en bovenste stengelbladeren zijn driekantig en 1-2 mm breed. De bladscheden van de bladeren zijn vaak iets bruin tot rood.
Slank wollegras bloeit van mei tot juli. De bloeiwijze is een aar, waarvan de steel dicht bezet is met korte haren. De aar heeft talrijke borstels (omgevormde schutblaadjes), die uitgroeien tot 2,5 cm lange, witte haren. De aar heeft twee tot vier 0,5-1 cm lange aartjes met twaalf tot dertig bloempjes per aartje. De kafjes zijn veelnervig. De helmknoppen zijn 1,5-2 mm lang.
De vrucht is een stomp driekantig, glad nootje, dat 2-3 mm lang is.
De plant komt voor in trilveen.

## Namen in andere talen
De namen in andere talen kunnen vaak eenvoudig worden opgezocht met de interwiki-links.
- Duits: Schlankes Wollgras, Zierliches Wollgras
- Engels: Slender Cotton-grass
- Frans: Linaigrette grêle